# (1162) Larissa
(1162) Larissa ist ein Asteroid des Hauptgürtels, der am 5. Januar 1930 vom deutschen Astronomen Karl Wilhelm Reinmuth, tätig am Observatorium auf dem Königstuhl bei Heidelberg, entdeckt wurde.
Der Asteroid ist nach der griechischen Stadt Larisa benannt.